# Huerto en flor con vistas de Arles
Huerto en flor con vistas de Arlés es una pintura de Vincent van Gogh, realizado en la primavera de 1889, una de varias pinturas que produjo con el tema de huertos florecientes cuando vivía en Arlés. Su hermana Elizabeth Huberta citaba de la estrecha relación del artista con la naturaleza, sin duda inspiración de Van Gogh.
Ofrece una visión a través de un canal y los chopos del centro histórico de Arlés, con las torres de Saint-Trophime y Notre-Dame-le-major a la izquierda, en contraste con la construcción más moderna del Regimiento Zuavo. Van Gogh incorporó esta obra en su selección de obras expuestas en Los XX, en Bruselas, (1890).